# TEAD1
TEAD1 (англ. TEA domain transcription factor 1) – білок, який кодується однойменним геном, розташованим у людей на короткому плечі 11-ї хромосоми. Довжина поліпептидного ланцюга білка становить 426 амінокислот, а молекулярна маса — 47 946.
| 10         |  | 20         |  | 30         |  | 40         |  | 50         |
| ---------- |  | ---------- |  | ---------- |  | ---------- |  | ---------- |
| MEPSSWSGSE |  | SPAENMERMS |  | DSADKPIDND |  | AEGVWSPDIE |  | QSFQEALAIY |
| PPCGRRKIIL |  | SDEGKMYGRN |  | ELIARYIKLR |  | TGKTRTRKQV |  | SSHIQVLARR |
| KSRDFHSKLK |  | DQTAKDKALQ |  | HMAAMSSAQI |  | VSATAIHNKL |  | GLPGIPRPTF |
| PGAPGFWPGM |  | IQTGQPGSSQ |  | DVKPFVQQAY |  | PIQPAVTAPI |  | PGFEPASAPA |
| PSVPAWQGRS |  | IGTTKLRLVE |  | FSAFLEQQRD |  | PDSYNKHLFV |  | HIGHANHSYS |
| DPLLESVDIR |  | QIYDKFPEKK |  | GGLKELFGKG |  | PQNAFFLVKF |  | WADLNCNIQD |
| DAGAFYGVTS |  | QYESSENMTV |  | TCSTKVCSFG |  | KQVVEKVETE |  | YARFENGRFV |
| YRINRSPMCE |  | YMINFIHKLK |  | HLPEKYMMNS |  | VLENFTILLV |  | VTNRDTQETL |
| LCMACVFEVS |  | NSEHGAQHHI |  | YRLVKD     |  |            |  |            |

A: Аланін

C: Цистеїн

D: Аспарагінова кислота

E: Глутамінова кислота

F: Фенілаланін

G: Гліцин

H: Гістидин

I: Ізолейцин

K: Лізин

L: Лейцин

M: Метіонін

N: Аспарагін

P: Пролін

Q: Глутамін

R: Аргінін

S: Серин

T: Треонін

V: Валін

W: Триптофан

Кодований геном білок за функціями належить до активаторів, фосфопротеїнів. 
Задіяний у таких біологічних процесах, як транскрипція, регуляція транскрипції, ацетилювання, альтернативний сплайсинг. 
Білок має сайт для зв'язування з ДНК. 
Локалізований у ядрі.